# Freemake Video Converter
Freemake Video Converter est un logiciel devenu payant pour convertir des fichiers vidéo. Il a été créé par la société Ellora Assets Corporation. Le programme est utilisé pour l'encodage vidéo, gravure de DVD et Blu-ray disques, création des diaporamas, montage de vidéo et mise à ligne des fichiers sur YouTube.

## Fonctionnalités
Freemake Video Converter peut importer la majorité des formats vidéo, audio et image, et les convertir vers AVI, MP4, WMV, Matroska, FLV, SWF, 3GP, DVD, Blu-ray, MPEG, et MP3.  Le programme prépare des vidéos pour des appareils multimédia, y compris les gadgets par Apple (iPod, iPhone, iPad), Xbox, Sony PlayStation, Samsung, Nokia, BlackBerry, portables Android, et d'autres.
Freemake Video Converter permet de simples tâches du montage vidéo, telles que la coupe, la rotation, retournement, et la combinaison de plusieurs vidéos en un seul fichier et peut également créer des diaporamas photos avec musique de fond. Les utilisateurs peuvent mettre en ligne ces vidéos sur YouTube.
L'interface du logiciel est basée sur la technologie Windows Presentation Foundation.

## Mises à jour importantes
Dès la version 1.2, Freemake Video Converter prit en charge les la technologie NVIDIA CUDA pour l'encodage de H.264 vidéo.
Freemake Video Converter 2.0 est une mise à jour majeure qui intègre deux nouvelles fonctions: le téléchargement des vidéos à partir de portails en ligne et la création des disques Blu-ray. Version 2.1 ajoute le soutien pour sous-titres, la création de image ISO, et la conversion des DVD vers DVD/Blu-ray. Avec la version 2.3 (précédemment 2.2 Beta), le soutien de DirectX Video Acceleration a été ajoutée afin d'accélérer la conversion (jusqu'à 50 % pour le contenu HD).
La version 3.0 intègre la conversion de vidéo pour HTML5 et de nouveaux profils pour des smartphones.